# Aluminiumjulgran
En aluminiumjulgran är en konstgjord julgran och var populär i USA från år 1958 fram till ungefär mitten av 1960-talet. Som framgår av namnet är granen tillverkad i aluminium och har granbarr av folie. Den är upplyst underifrån via ett roterande färghjul. Aluminiumjulgranen användes som en symbol för kommersialiseringen av julen i det hyllade och framgångsrika extra TV-avsnittet A Charlie Brown Christmas år 1965, där granen ifrågasattes som en juldekoration. Under mitten av 2000-talet skapades en marknad för aluminiumgranar online, där de ofta säljs för stora summor. Granarna har också funnits i museisamlingar.

## Bildgalleri

Närbild på en aluminiumjulgrans "barr".
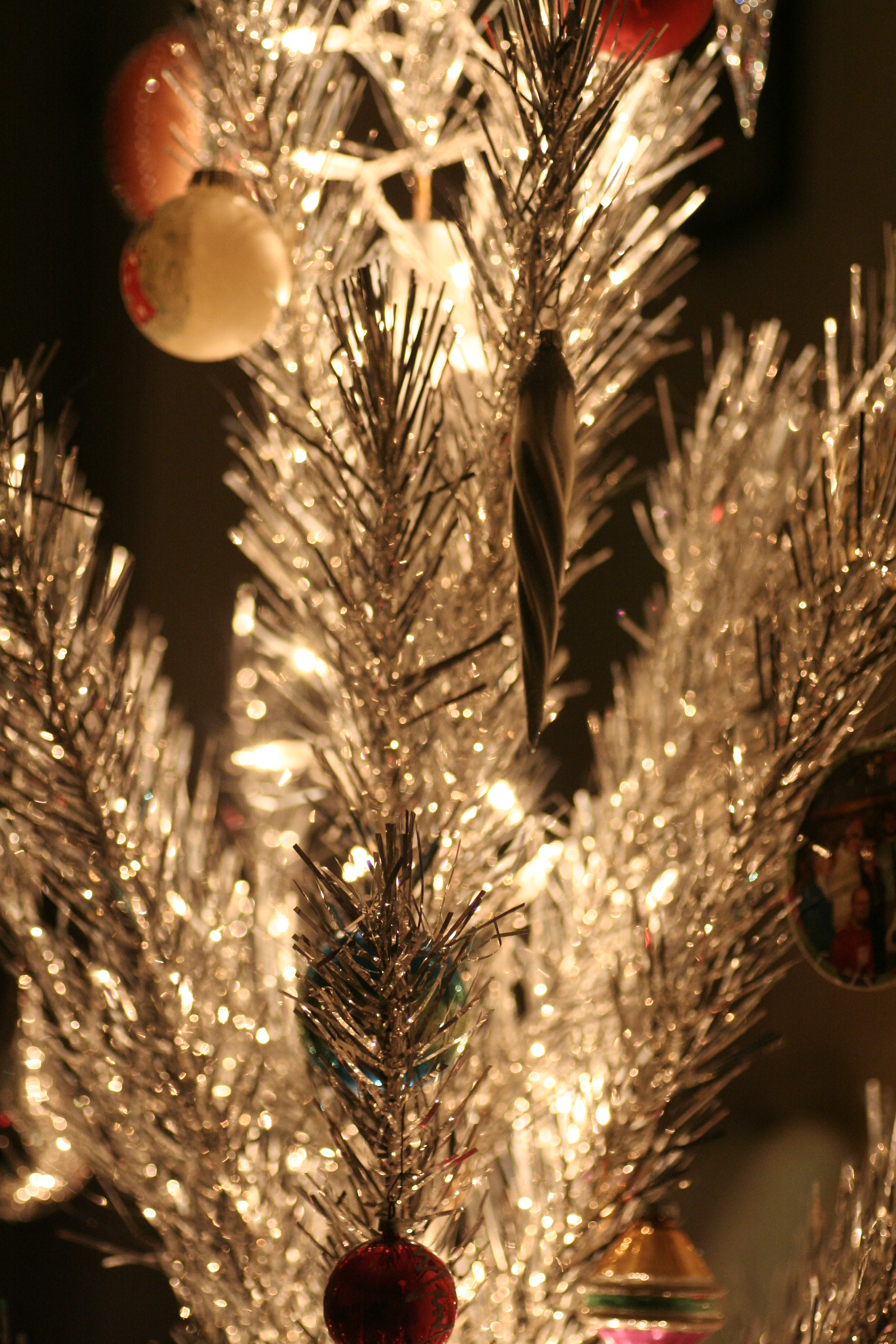
Julgran tillverkad av Alcoa Inc.
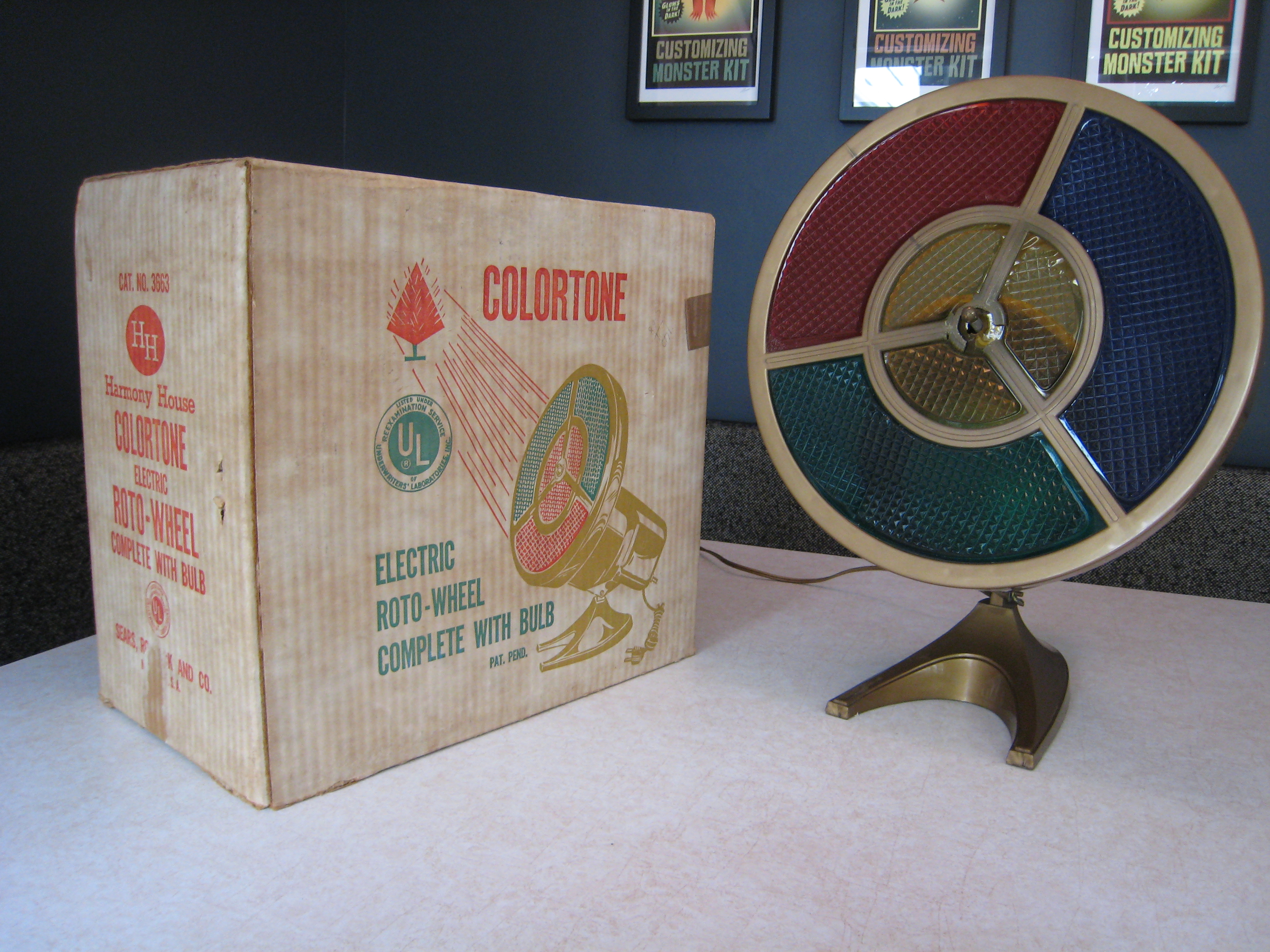
Roterande färghjul för belysning av julgran.
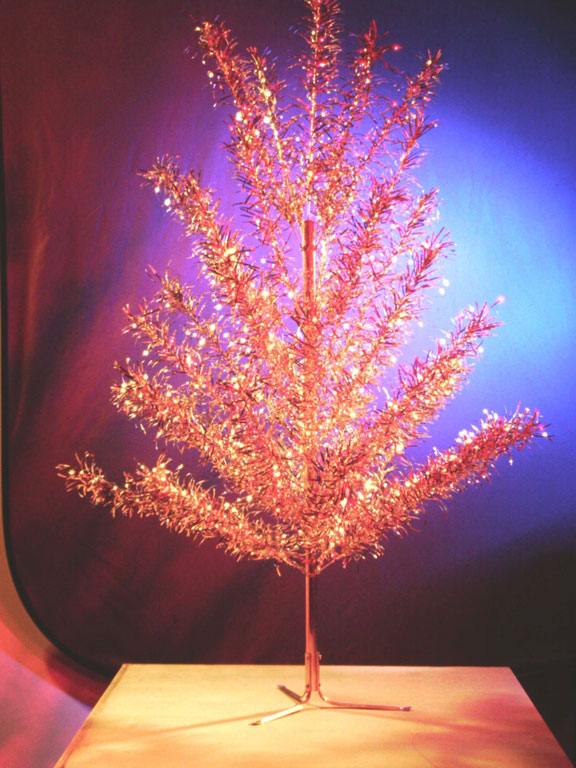
Julgran vid Children's Museum of Indianapolis.